# Payen I de Haifa
Payen I (en latín: Paganus de Cayphas; fallecido después de 1110) fue un cruzado y señor de Haifa en el reino de Jerusalén.
Probablemente fue un hijo o pariente de Rohard I de Haifa (fallecido en 1107). En cualquier caso Payen lo sucede en Haifa.
En 1109 estuvo junto a Tancredo de Altavilla, príncipe de Galilea, en el asedio de Trípoli. Es mencionado por última vez un documento del rey Balduino I de Jerusalén el 28 de septiembre de 1110. Es sucedido por un pariente llamado Viviano.  